# Forte do Rio Maicuru
O Forte do rio Maicuru localizava-se à margem esquerda da foz do rio Maicuru, afluente margem esquerda do rio Amazonas, no município brasileiro de Monte Alegre na estado do Pará.

## História
Supostamente erguido em 1638 para defesa daquele ancoradouro, o Forte do rio Maicuru historiograficamente é confundido com o Forte do Desterro (GARRIDO, 1940:21; BARRETTO, 1958:44-45).